# The Wondrous World of Sonny & Cher
The Wondrous World of Sonny & Cher è il secondo album in studio del duo statunitense Sonny & Cher, pubblicato nel 1966.

## Tracce
Lato A
1. Summertime – 2:35
2. Tell Him – 2:34
3. I'm Leaving It All Up to You – 2:18
4. But You're Mine – 3:02
5. Bring It On Home to Me – 3:04
6. Set Me Free – 2:20

Lato B
1. What Now My Love – 3:28
2. Leave Me Be – 2:03
3. I Look for You – 2:40
4. Laugh at Me – 2:50
5. Turn Around – 2:47
6. So Fine – 2:30